# مقاطعة أوكلتري (تكساس)
مقاطعة أوكلتري (بالإنجليزية: Ochiltree  County)‏ هي إحدى المقاطعات في ولاية تكساس، الولايات المتحدة الأمريكية، يبلغ عدد سكانها 10,223 نسمة طبقا لإحصاء عام 2010 .

موقع المقاطعة في ولاية تكساس

## أعلام
- درو إليس